# Bara få kan skoja så
Bara få kan skoja så (originaltitel: The Wrong Arm of the Law) är en brittisk film från 1963 med Peter Sellers i huvudrollen.

## Handling
Ett nytt gäng i Londons kriminella värld klär ut sig som poliser och stjäl från de andra gängen.

## Om filmen
Fimen är inspelad i Battersea, Beaconsfield och Uxbridge. Den hade världspremiär i London i mars 1963 och svensk premiär den 10 juni samma år, åldersgränsen är 11 år.

## Rollista (urval)
- Peter Sellers - Pearly Gates
- Lionel Jeffries - kommissarie Parker
- Bernard Cribbins - nervöse O'Toole